# Stadtkommando Basel

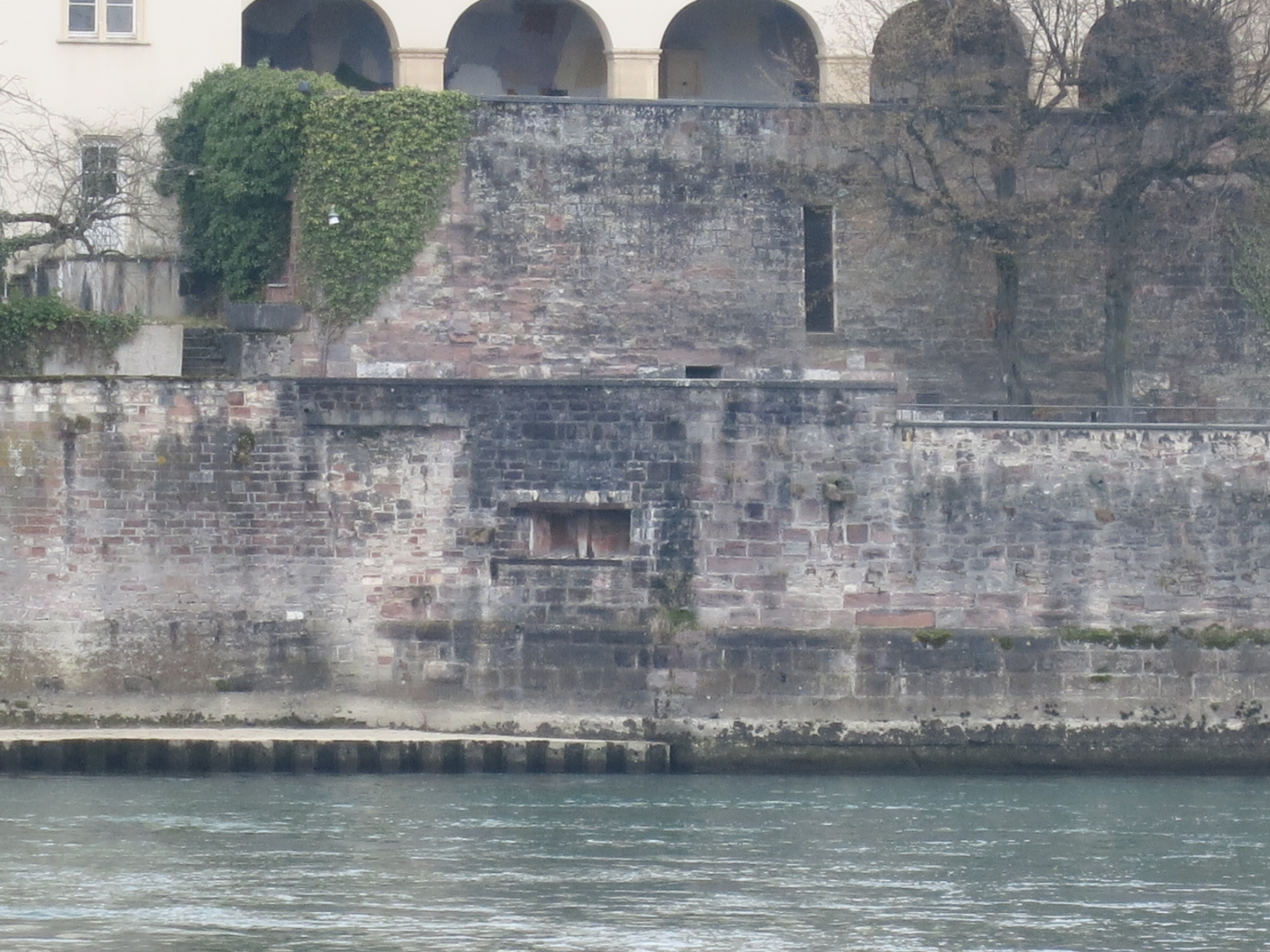
Bunkerscharten A 2873 unterhalb der alten Universität Basel

Das Stadtkommando Basel war ein im Zweiten Weltkrieg eigens zur Verteidigung der Stadt Basel geschaffener Verband der Schweizer Armee unter dem Kommando von Oberst Hans De Bary (1894–1968). Die Stadt Basel war mit ihren Rheinbrücken ein wichtiger strategischer Stützpunkt um eine Annäherung des Gegners möglichst nachhaltig zu verzögern.
Die Sperrstelle Basel-Rheinufer gilt als militärhistorisches Denkmal von nationaler Bedeutung.

## Vorgeschichte

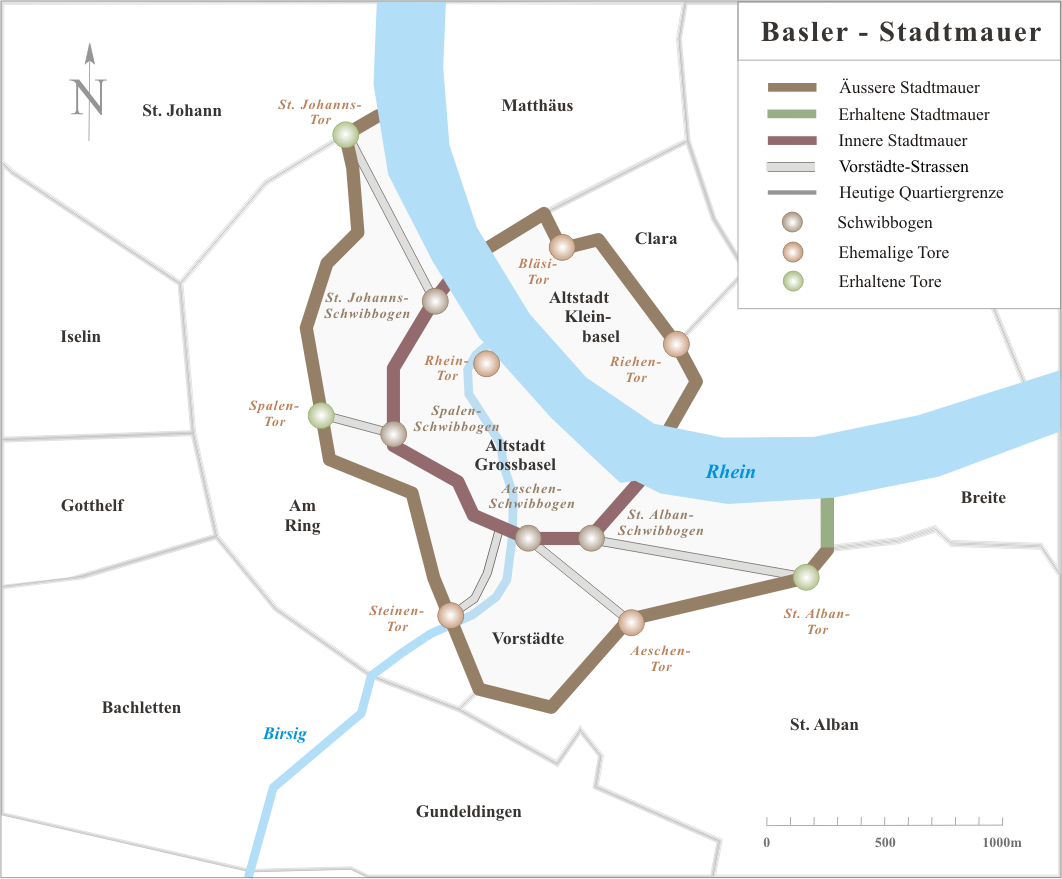
Basler Stadtmauern

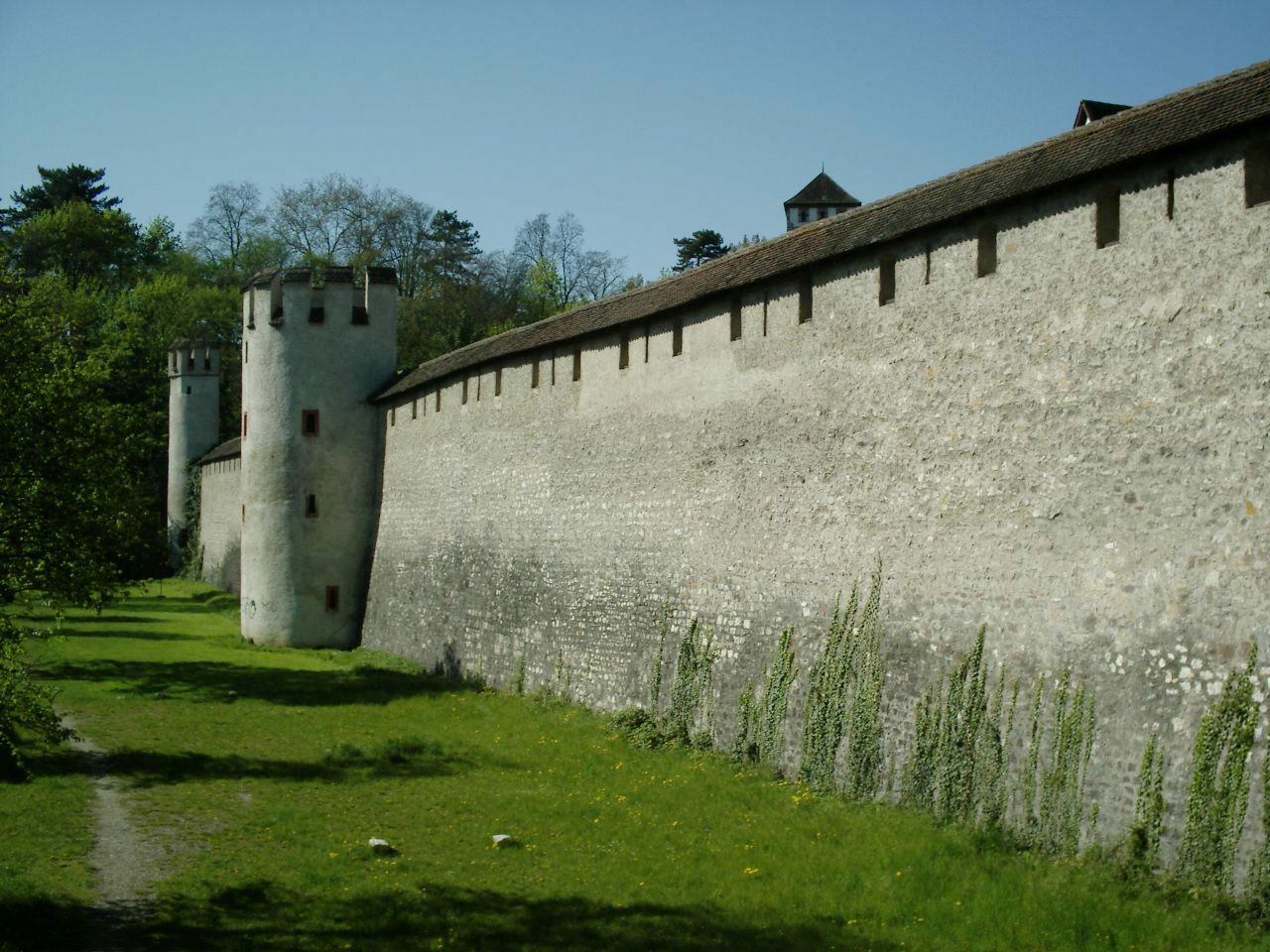
Basel «Dalbeloch»

Von 1080 bis 1860 wurde die Stadt Basel mit drei Stadtmauern befestigt (Burkhardsche, Innere und Äussere Mauer). An der Inneren und Äusseren Stadtmauer bildeten Tore und Schwibbögen den Ein- und Ausgang in die Stadt. Heute existieren noch das St. Johanns-Tor, das St. Alban-Tor und das Spalentor sowie ein kurzes Mauerstück im «Dalbeloch», welche unter Denkmalschutz stehen. Bunker des 20. Jahrhunderts sind bei der Letzischanze mit der mittelalterlichen Stadtmauer kombiniert oder stehen auf dem ehemaligen Schlachtfeld bei St. Jakob an der Birs.

## Geschichte
Vor der Allgemeinen Kriegsmobilmachung per 2. September 1939 wurden am 28. August 1939 die Grenztruppen und am Folgetag die Basler Territorialregimenter 73 (Territorialbataillone 127, 129) und 86 (Ter Bat 128, 179) aufgeboten, um das Stadtgebiet Basels zu verteidigen. Dort begannen sie unter dem Kommando der Grenzbrigade 4 mit der Erstellung von Barrikaden, Hindernissen und Bewachungsanlagen. Mitte September wurden die Territorialtruppen dem neu per 1. Oktober gebildeten Stadtkommando Basel unterstellt, das der 4. Division zugeteilt wurde.
Die Stadt Basel, Kleinbasel (mit dem von der damaligen Reichsbahn betriebenen Badischen Bahnhof) sowie die Gemeinden Riehen und Bettingen nördlich des Rheins lagen vor der ersten Verteidigungsstellung der Schweizer Armee (Limmatstellung). Die strategisch schwierig zu verteidigende Stadt sollte mit beschränktem Mitteleinsatz als vorgeschobener befestigter Stützpunkt dienen, die eigentliche Landesverteidigung an strategisch günstigeren Stellen realisiert werden. Das Armeekommando verfügte am 20. April 1940 eine verstärkte Besatzung, um den Abschnitt Basel gegen Überfall und Handstreich sicherzustellen und Basel auf der Widerstandslinie halten zu können. Bei einem Angriff hätten Haus um Haus und Strasse um Strasse verteidigt werden müssen.
Die Brücken über den Rhein und die untere Birs und weitere Objekte wurden zur Zerstörung vorbereitet. Die Brückenköpfe wurden beidseitig stark ausgebaut und mit Infanteriebunkern befestigt. Im Stadtgebiet wurden 526 Sperren und Stellungen errichtet, davon 169 in Kleinbasel.
Die Aufgabe der Truppen des Stadtkommandos bestand im Rahmen der Neutralitätsstellung in der Kontrolle der Grenzen nach allen Seiten, in der taktischen Aufstellung hinter den Sperren und in der Bewachung der lebenswichtigen Betriebe.

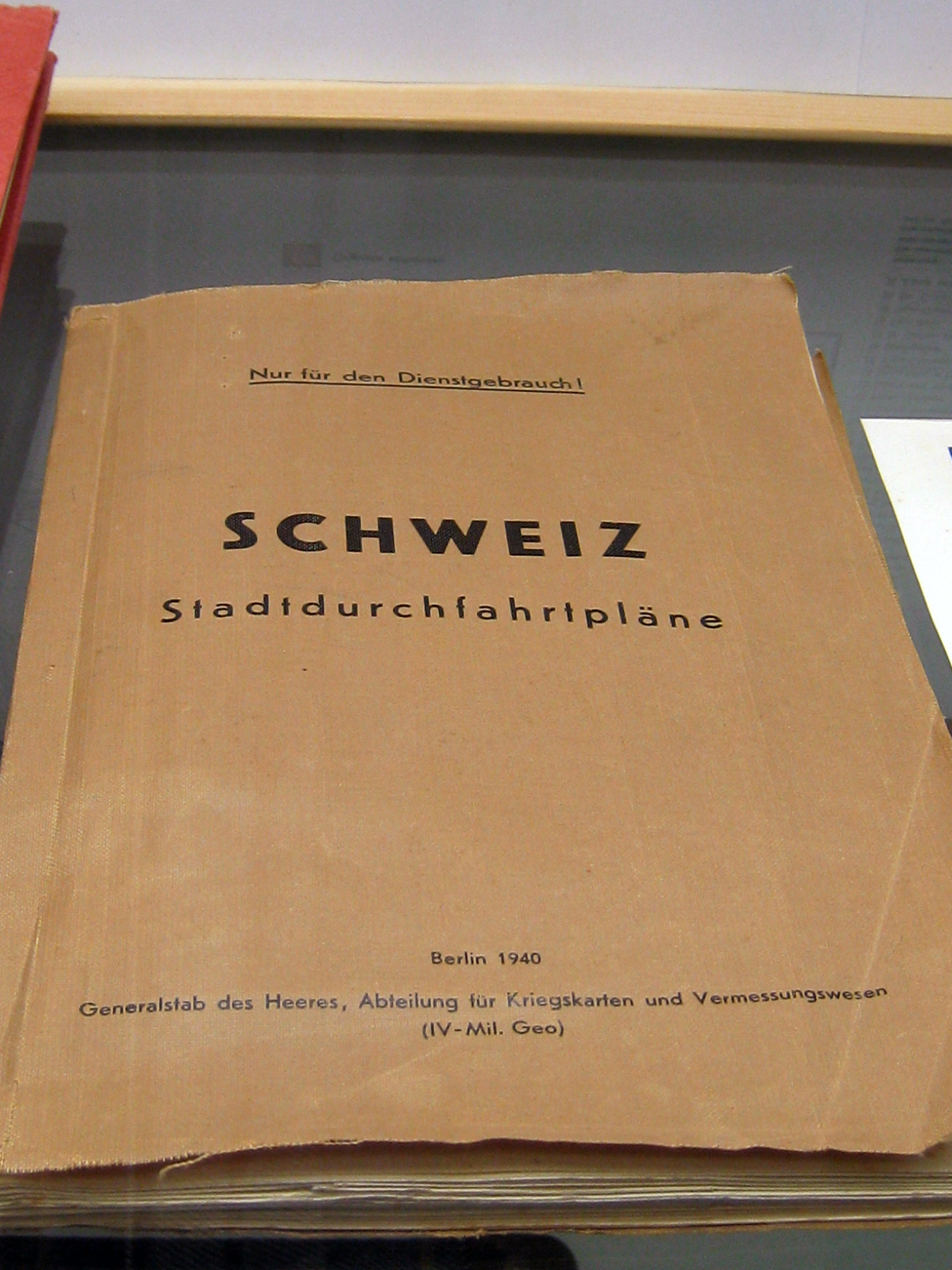
Wehrmacht 1940: Stadtdurchfahrtpläne Schweiz

Im Mai 1940 erfolgte eine Unterstellung des Stadtkommandos unter die ad hoc gebildete Division Gempen. Am 3. Juli 1940 wurde die Division Gempen aufgehoben, am 6. Juli die dem Stadtkommando unterstellten Truppen entlassen. Nach dem Rückzug der Armee ins Reduit wurde Basel  Ende Juni 1940 zur offenen Stadt erklärt und das Stadtkommando auf Pikett entlassen, was bis Kriegsende so blieb. Die Geschäfte des Territorialdienstes hatte der Platzkommandant (Mobilmachungsplatz Stadt Basel) zu erledigen.
Nach der alliierten Landung und dem Vormarsch Richtung Deutschland im Herbst 1944 wurde der militärische Schutz der Rheinbrücken wieder aktuell. Ab dem 6. September erlebte Basel mit rund einer Division die intensivste Truppenbelegung während des Krieges: Es kamen Truppen der Feldarmee und des Grenzschutzes mit Infanterie, Artillerie, Panzerabwehr und Sappeure. Die Kommandanten der 4. Division und der Grenzbrigade 4 quartierten sich in Basel ein.
Im Kalten Krieg wurde mit der Truppenordnung TO 51 wieder ein Stadtkommando Basel vorgesehen und per 1. Januar 1954 ein Kommandant ernannt (Pikettstellung). Mit der Armee 61  (TO 61) wurde der Territorialdienst neu organisiert und das Stadtkommando Basel 211 gebildet, das dem Territorialkreis 21 unterstellt war. Beim ersten gemeinsamen Dienst im Mai/Juni 1975 mit Kommandopostenstandort Sissach standen dem Stadtkommando für den Kampfauftrag Neutralitätsschutzdienst (NSD) ein Bataillon, Genieformationen sowie für die territorialdienstlichen Aufgaben drei Füsilierkompanien, drei Hilfspolizeikompanien, vier Bewachungsdetachemente, zehn Betreuungsdetachemente und zwei Sanitätsdetachemente zur Verfügung.
Ende 1986 wurde das Stadtkommando von seinen Kampfaufgaben vollständig entlastet und hatte nur noch territoriale Dienstleistungen zu erfüllen. Auf den 1. Januar 1989 wurde das Stadtkommando in den Rang eines Ter Kreises erhoben. Für den Ernstfall wurden für den Neutralitätsschutz ein Kampftruppenkommandant mit einem kleinen Stab auf Pikett gestellt. Die Stadt Basel besass von 1939 bis 2003 die einzige als Stadtkommando bezeichnete territorialdienstliche Struktur in der Schweiz.

### Evakuation
Anfangs September 1939 liess der Regierungsrat die Zivilaktion Basel (ZEB) organisieren, die finanzschwachen Kantonsbewohnern ermöglichen sollte, sich in sichere Landesgegenden zu begeben. Alle übrigen, die Basel verlassen wollten, hätten das auf eigenes Risiko und eigene Kosten machen müssen.
Am 14. Mai 1940 rechnete das Stadtkommando aufgrund der Meldungen des militärischen Nachrichtendienstes über deutsche Truppenbewegungen stündlich mit einem deutschen Angriff und löste die höchste Alarmbereitschaft aus. Ein Teil der Zivilbevölkerung verliess teilweise panikartig die Stadt, am Bahnhof herrschte bis zum 16. Mai Grossandrang und beladene Privatfahrzeuge fuhren ins Landesinnere. Als die ZEB Evakuation mit 27 Eisenbahnzügen nach dem 15. Mai hätte beginnen können, wurde bereits Entwarnung gegeben. Gemäss zeitgenössischen Schätzungen verliessen im Mai 1940 um die 100.000 Personen die nördlichen Grenzgebiete, davon zwischen 20.000 und 30.000 die Stadt Basel.
Am 20. Juni 1940 erliess der General folgende Instruktion an die Bevölkerung: Wer keinen Befehl zum Weggehen erhält, hat an seinem Wohnort zu bleiben. Freiwillige blieben erlaubt, solange die Flüchtlingsströme nicht militärische Operationen behinderten. Am 4. November 1940 erliess der Kommandant des 2. Armeekorps einen Geheimbefehl an die Territorialkommandanten, dass unerlaubte Evakuationen zu verhindern seien. Etliche Firmen hatten vorgesorgt und wichtige Akten und Personal in den Reduitraum gebracht.

### Zugeteilte Truppen
Zu Beginn des deutschen Westfeldzuges am 10. Mai 1940 standen rund 12’000 Mann unter dem Befehl des Stadtkommandos:
- Territorial Regiment (Ter Rgt) «St. Jakob an der Birs» (Freiburger Ter Bat 164, 165): Verteidigung Grossbasels
- Ter Rgt 73 (Basler Ter Bat 127, 129): Sicherung der fünf Rheinbrücken und der Birsübergänge
- Ter Rgt 86 (Basler Ter Bat 128, 179): Verteidigung Riehens
- Gebirgsinfanterieregiment (Geb Inf Rgt) 10 (Berner Geb Füs Bat 40, 110): Verteidigung Kleinbasels auf der Linie Eisenbahnbrücke-Badischer Bahnhof-Dreirosenbrücke
- Geb Inf Rgt 16 (Geb Füs Bat 38, 39)

### Bestehende Befestigungsobjekte des Stadtkommandos
Die festen Kampfinfrastrukturen wurden grösstenteils in den ersten Monaten des Zweiten Weltkrieges gebaut und kaum benutzt. Viele Objekte sind im dicht bebauten Stadtgebiet abgebrochen worden.
Die Sperrstelle «Basel-Stadt» bestand aus den folgenden Teilsperren:
Birsfelden-Hard, Sperrstelle an der Rheinfelderstrasse Richtung Schweizerhalle:
- Infanteriebunker 1 ⊙, drei Scharten zeigten Richtung Basel und eine Scharte seitlich gegen die Strasse
- Infanteriebunker 2 ⊙
- Infanteriebunker 3 Gelände des Güterbahnhofs

Bruderholz:
- Infanteriebunker

Elsässerbahn:
- Geländepanzerhindernis Elsässerbahn ⊙

Kleinbasel:
- Infanteriebunker St.Joseph-Kirche A 2882 ⊙
- Infanteriebunker Unterführung Bäumlihofstrasse A 28XX ⊙
- Infanteriebunker Dreirosen ⊙

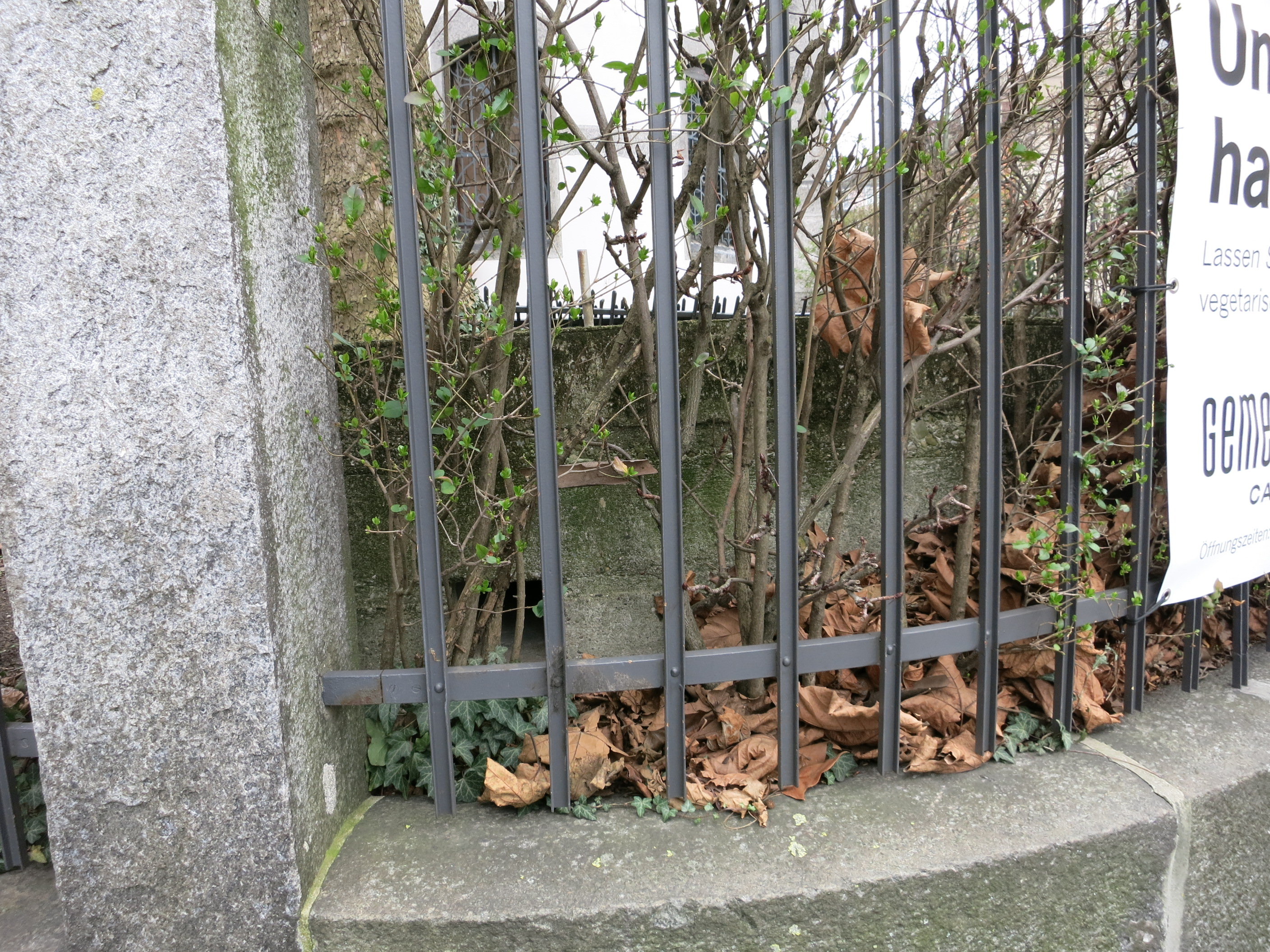
Infanteriebunker St.Joseph-Kirche A 2882

Muttenz-Rütihard:
- Infanteriebunker Rothalde A 2826 ⊙
- Infanteriebunker Geispel 1 A 2827 ⊙
- Infanteriebunker Geispel 2 A 2828 ⊙
- Infanteriebunker Geispel 3 A 2829 ⊙
- Infanteriebunker Rütihard Ost A 2830 ⊙
- Infanteriebunker Rütihard Mitte A 2831 ⊙
- Infanteriebunker Rütihard West A 2832 ⊙
- Infanteriebunker Rütihard-Nordwest A 2833 ⊙
- Infanteriebunker Rütihard A 2834 (abgerissen) ⊙
- Infanteriebunker Rütihard A 2835 ⊙
- Infanteriebunker Rütihard-Fels A 2836 ⊙
- Unterstand Sanität Asprain A 2837 ⊙
- Infanteriekanonen-Schild Rütihardhof ⊙
- Atomschutzunterstand ASU

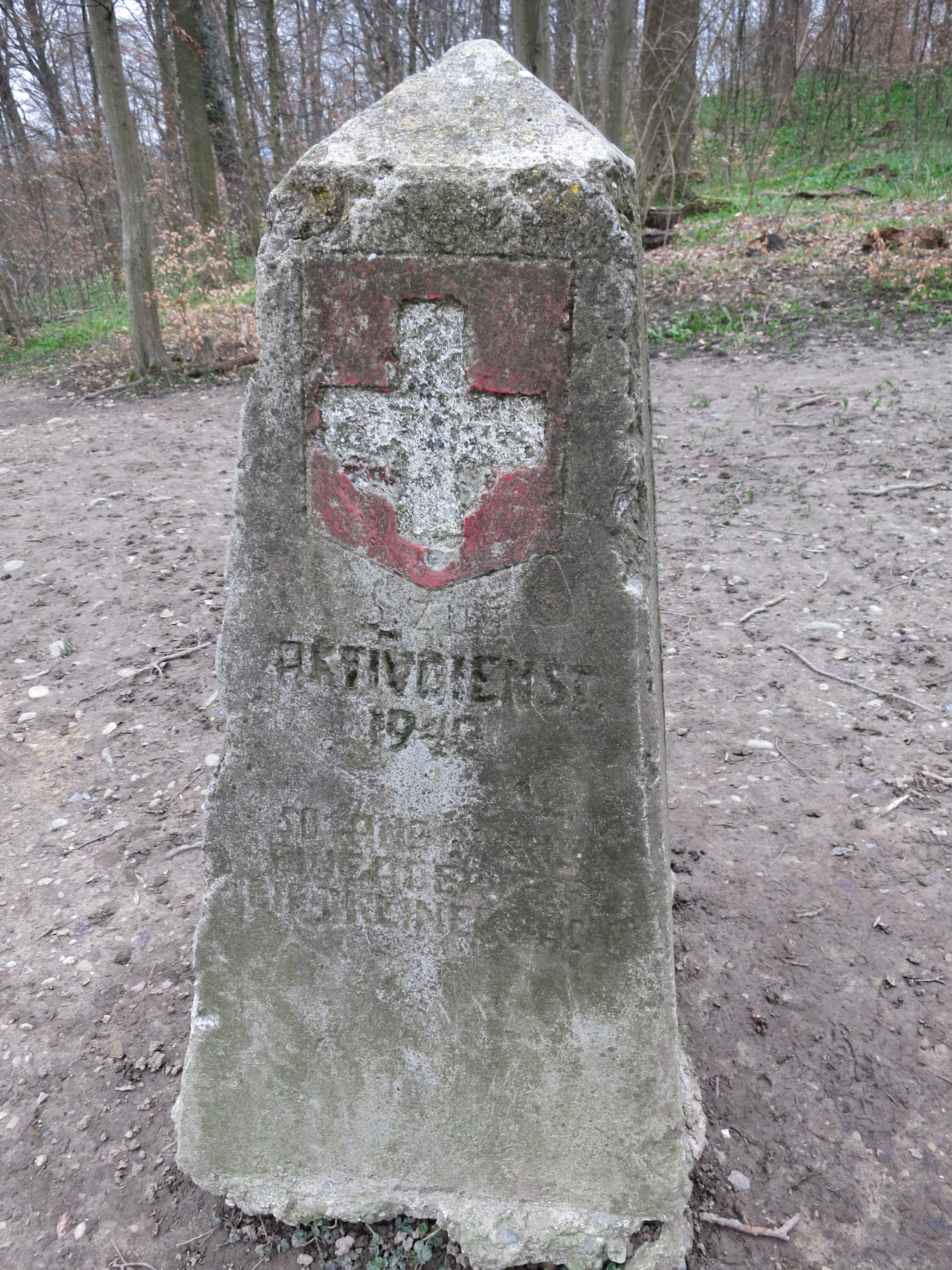
Berner Gebirgsfüsilierkompanie II/110 – Aktivdienst 1940
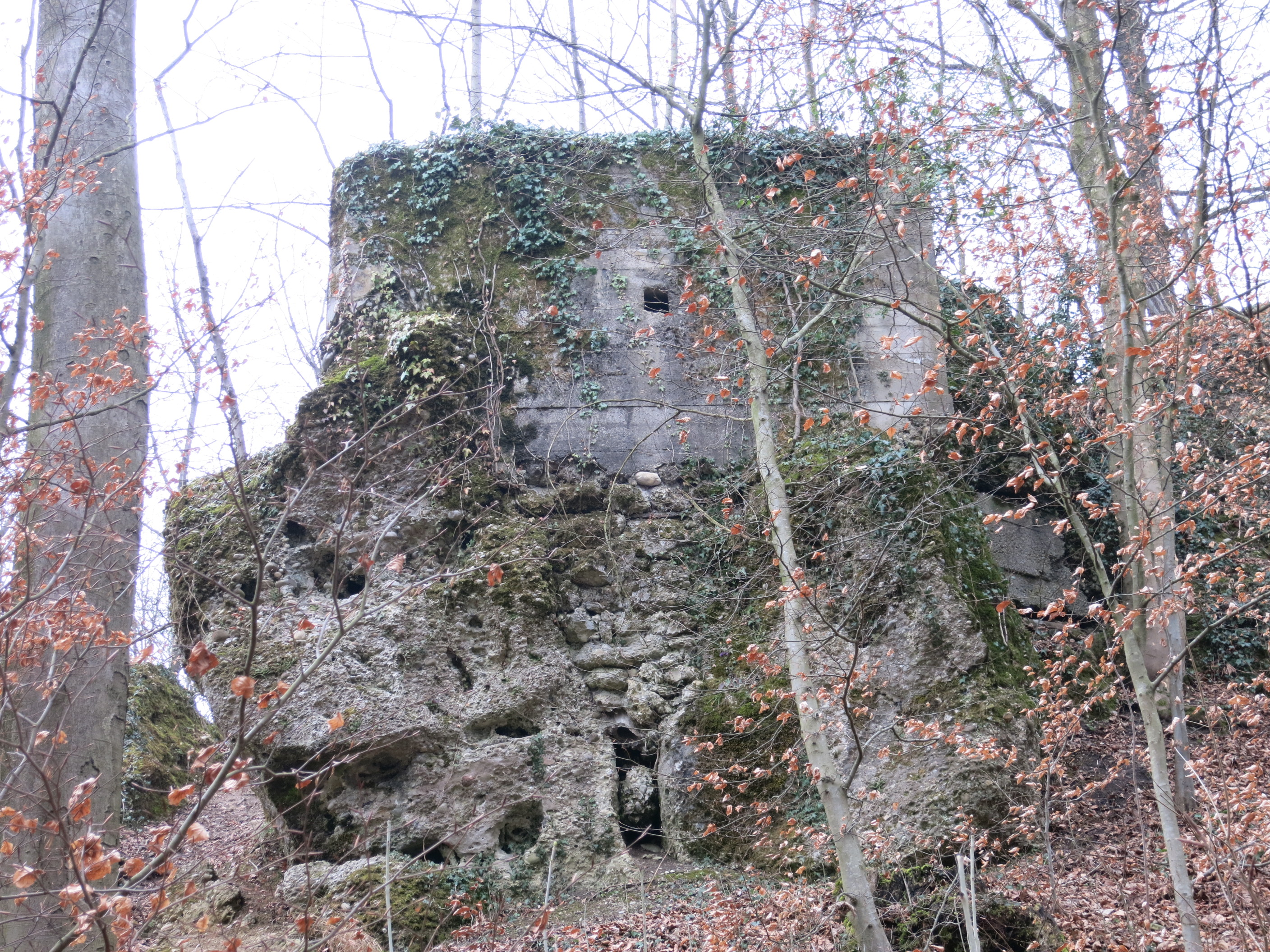
Infanteriebunker Rütihard-Fels A 2836
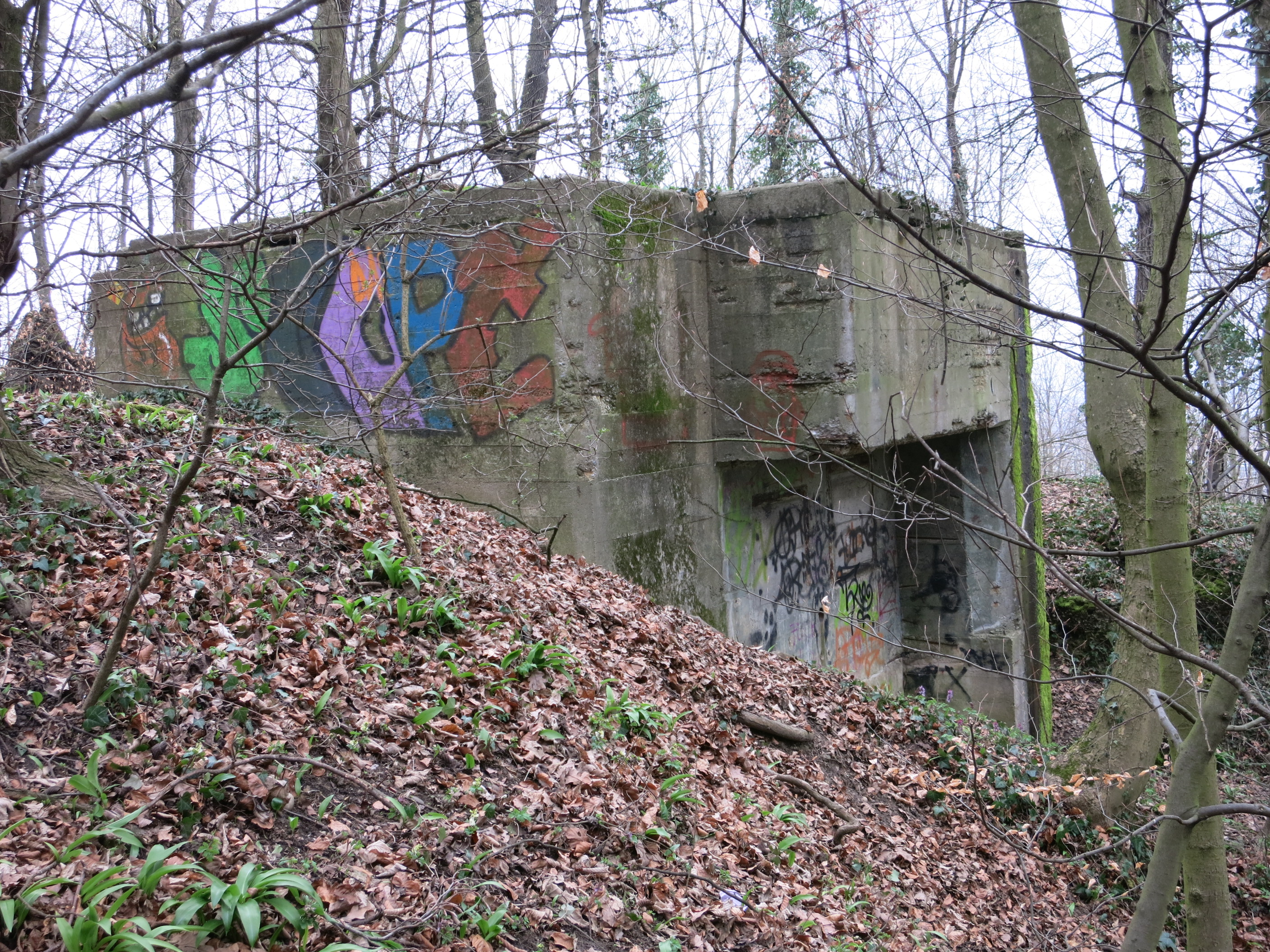
Infanteriebunker Rütihard A 2835
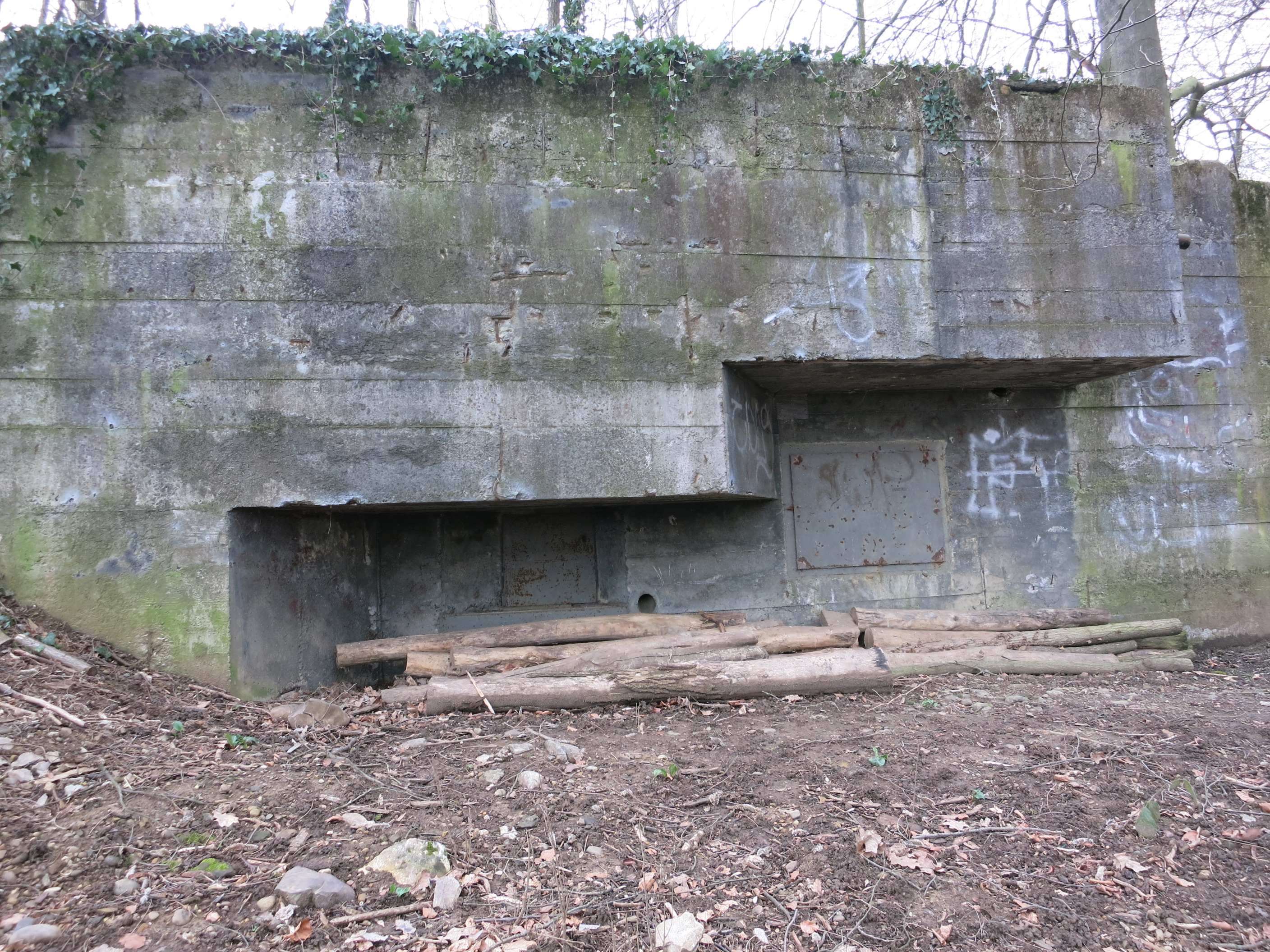
Infanteriebunker Geispel 3 A 2829

St. Alban-Teich:
- St.Albanteich Ost A 2865 ⊙
- St.Albanteich Mitte A 2866 ⊙
- St.Albanteich West A 2867 ⊙

St. Jakob:

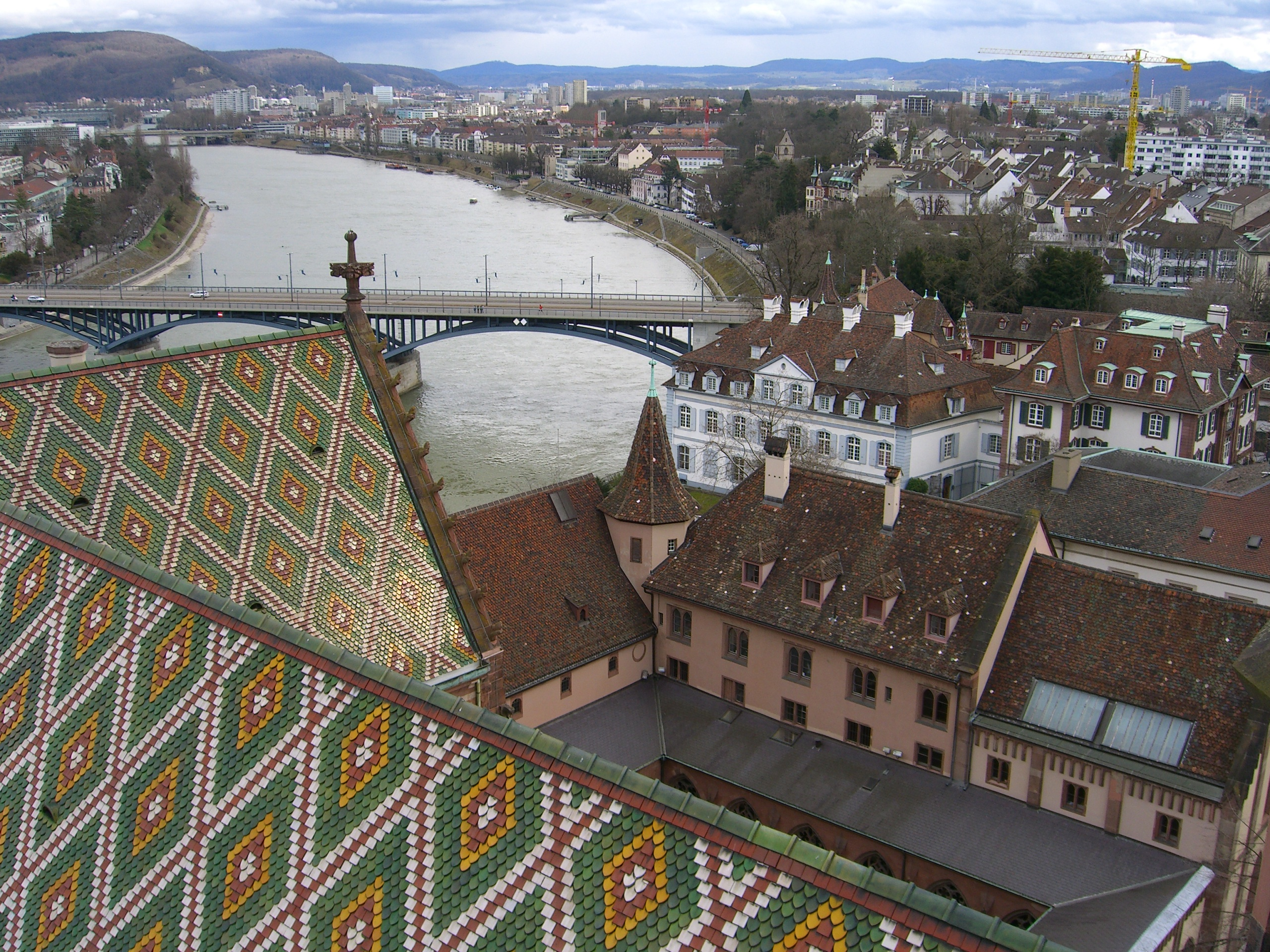
Blick vom Münster über die Wettsteinbrücke rheinaufwärts: rechts aus der Uferböschung ragt der
Mg-Stand Mühleberg A 2871, weiter hinten die Letziturmterrasse mit den zwei Mg-Ständen A 2869, 2870

- Infanteriebunker St.Jakob Basel A 2855 ⊙
- Infanteriebunker Gellertstrasse A 2856 ⊙
- St.Jakob Gellertdreieck A 2857 ⊙
- Infanteriebunker Gellertdreieck Ostgeleise A 2858 ⊙
- Infanteriebunker A 2859 ⊙

St. Margarethen: Die drei Bunker wurden von der Landwehr Sappeur Kompanie I/32 gebaut.
- Infanteriebunker St. Margareten Ost A 2887 ⊙
- Infanteriebunker St. Margareten West A 2888 ⊙
- Infanteriebunker A 2889 ⊙
- Geländepanzerhindernis GPH Pruntruttermatte ⊙

Allschwil (Grenzbrigade 4):
- Infanteriebunker A 2891 Bachgraben Nord (abgerissen)		⊙
- Infanteriebunker A 2892 Bachgraben Mitte		⊙
- Infanteriebunker A 2893 Bachgraben Süd		⊙

Rheinufer/Wettsteinbrücke: Die Sperrstelle «Grossbasel-Wettsteinbrücke» mit den im Juni 1940 fertig gestellten Maschinengewehrbunkern war im Raum Basel die erste wirksame Abwehrlinie gegen Norden.
- Sprengobjekte Wettsteinbrücke
- Infanteriebunker Letzischanze Ost A 2869 ⊙
- Infanteriebunker Letzischanze West A 2870 ⊙
- Infanteriebunker Mühleberg A 2871 ⊙
- Infanteriebunker Wettsteinbrücke A 2872 ⊙
- Infanteriebunker Alte Universität A 2873 ⊙[8]

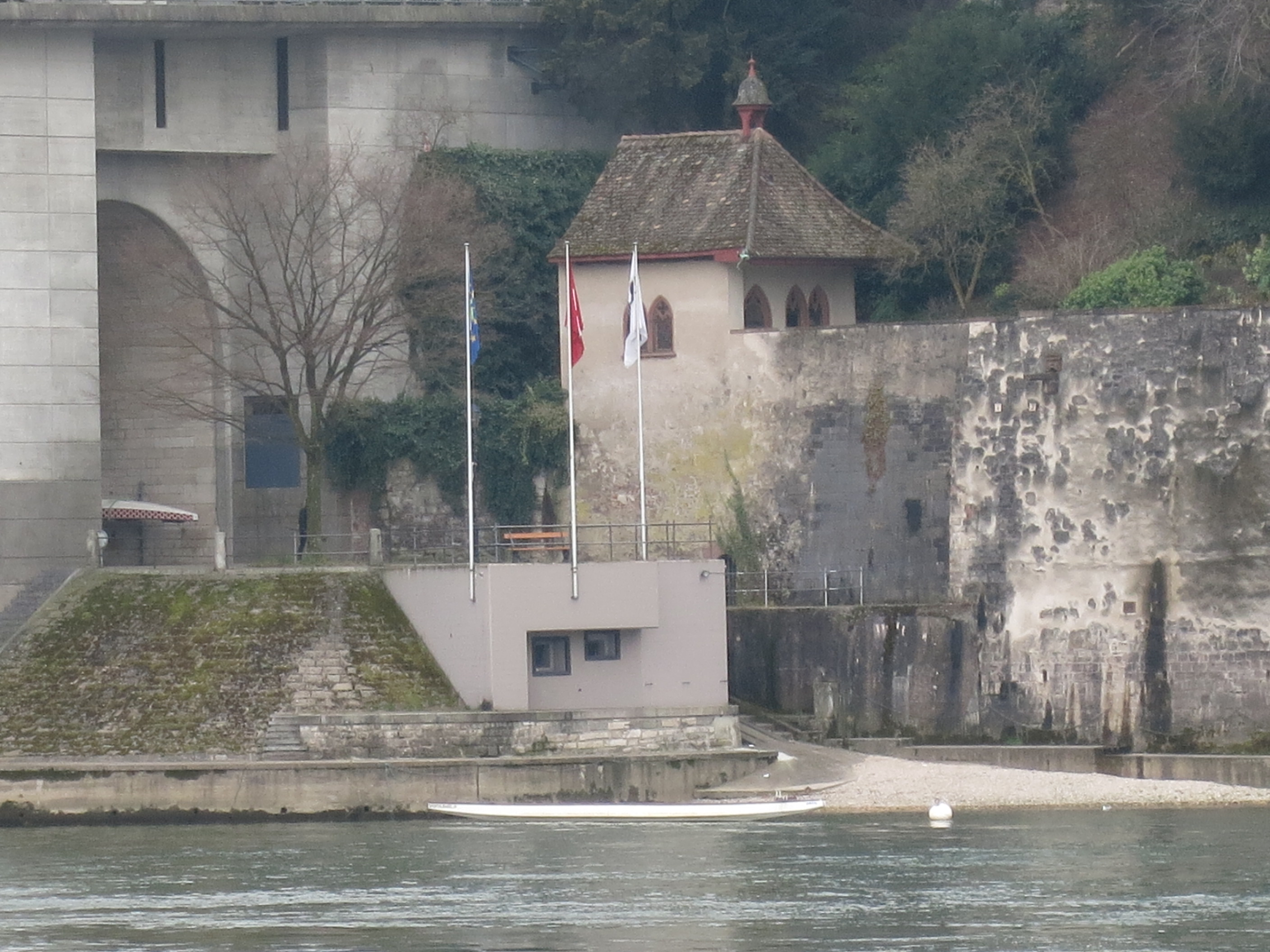
Bunker A 2872 am südwestlichen Brückenkopf der Wettsteinbrücke
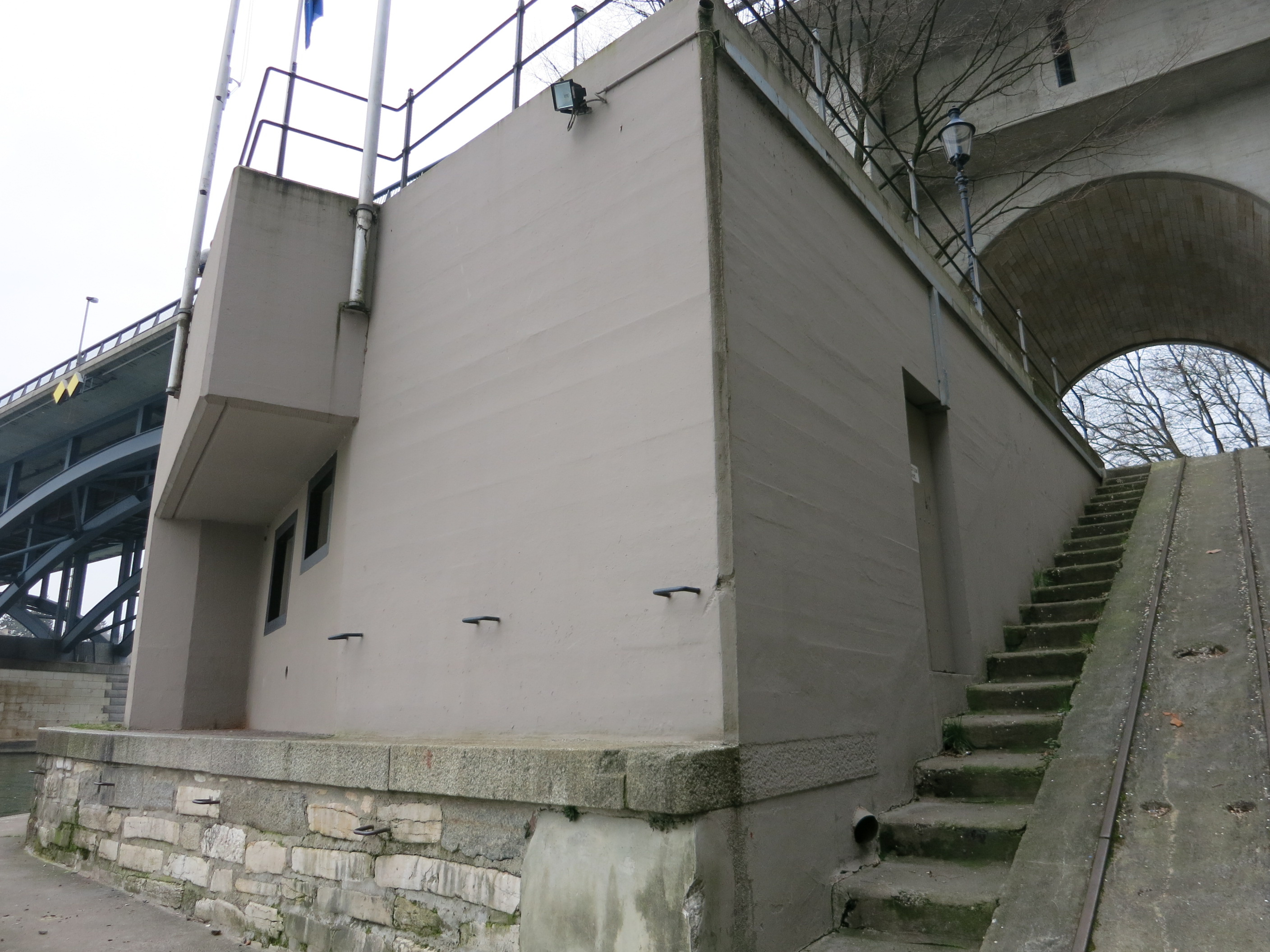
Infanteriebunker Wettsteinbrücke A 2872
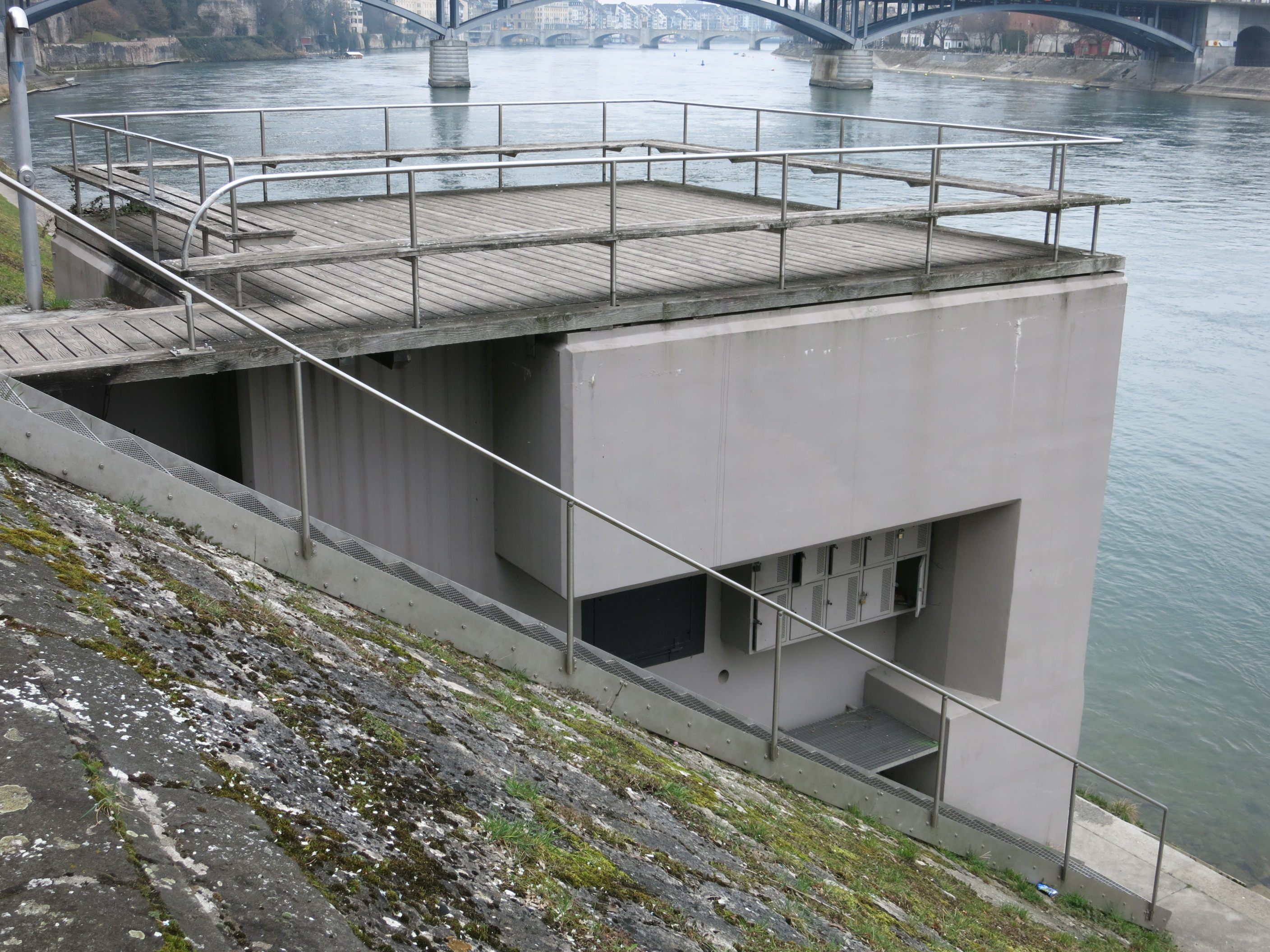
Infanteriebunker Mühleberg A 2871
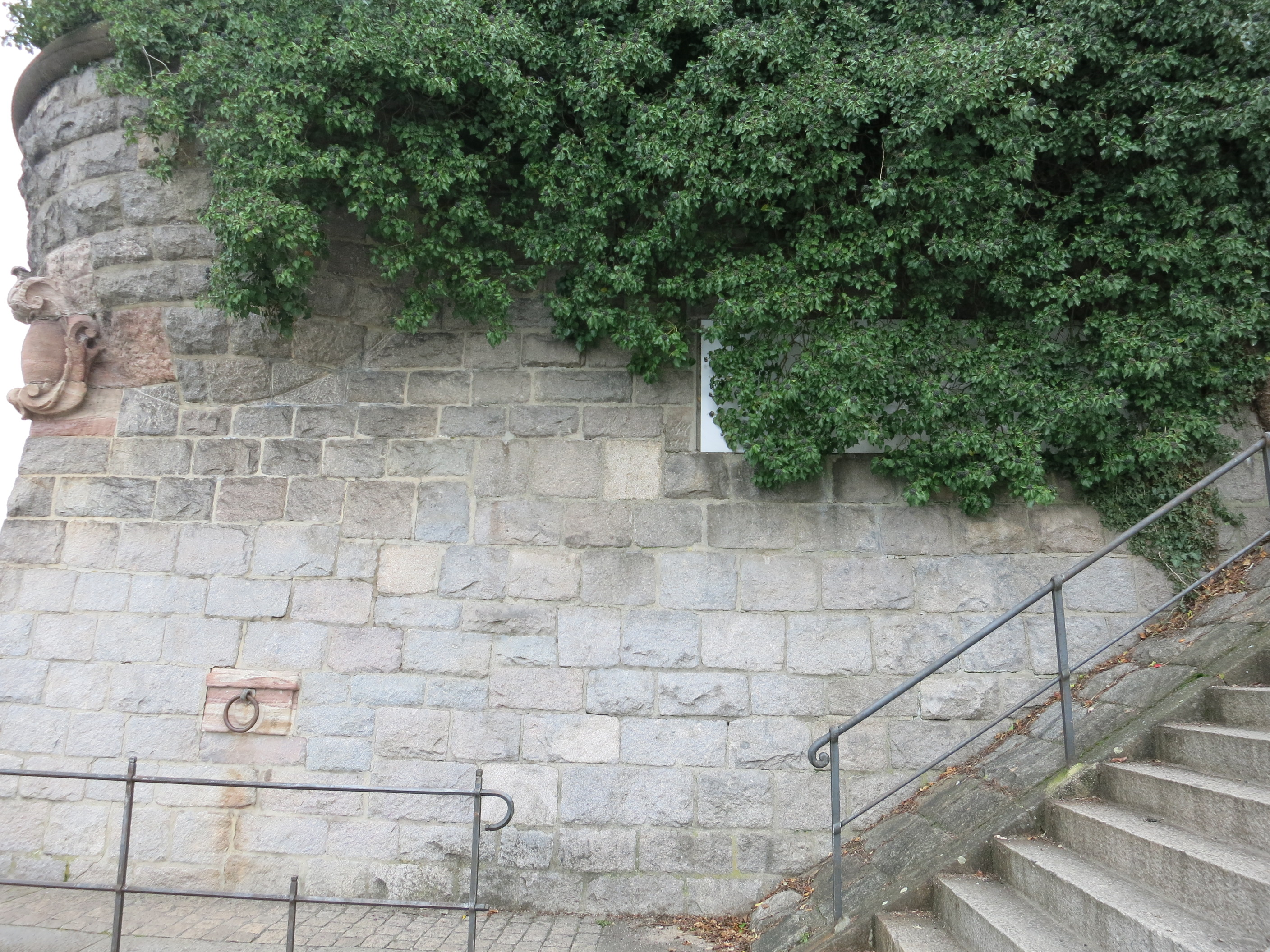
Infanteriebunker Letzischanze West A 2870

## Sperrstelle Wartenberg
Die Sperrstelle Wartenberg befand sich auf dem Wartenberg in unmittelbarer Nähe der drei historischen Burgruinen oberhalb Muttenz Basel-Landschaft und besteht aus folgenden Befestigungsobjekten:
- zwei Infanteriekanonenschilder (Ik-Schilder) A 2809 mit Unterstand A 2810 ⊙

- Infanteriekanonen/Maschinengewehrstand Heissgländ A 2811 ⊙
- Beobachter A 2812 ⊙
- Kommandoposten in Ruine Vorder Wartenberg A 2813 ⊙
- Leicht Maschinengewehrstand (Lmg) A 2814 ⊙
- 8,1-cm-Minenwerferstellung/Unterstand A 2815 ⊙
- Lmg-Stand Wartenberg West A 2816 ⊙
- Ik-Stand A 2817 (abgerissen)
- Infanteriebunker A 2818[9]

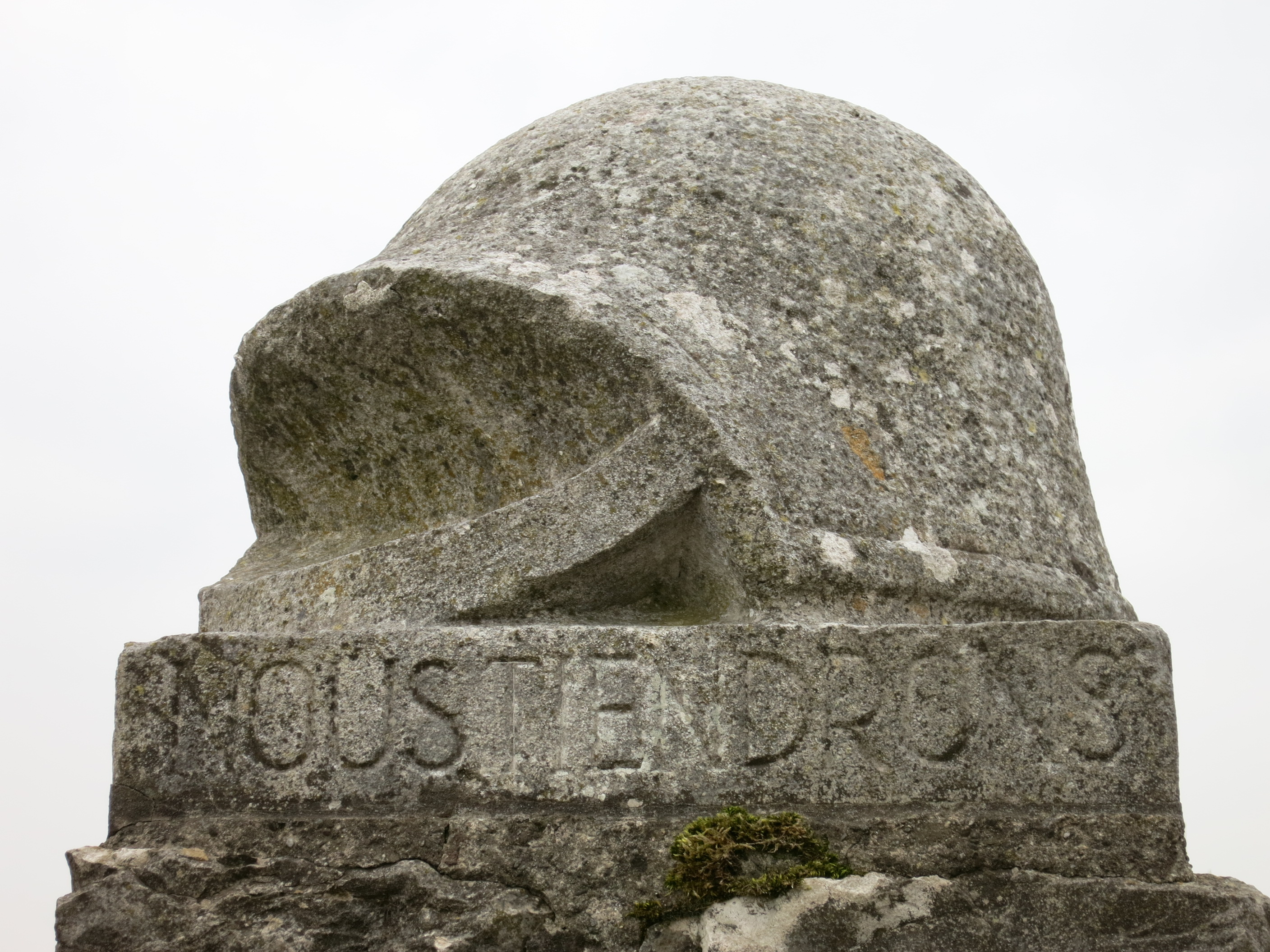
Kommandoposten Grenzschutzregiment 48 und Schützenbataillon 5, A 2813
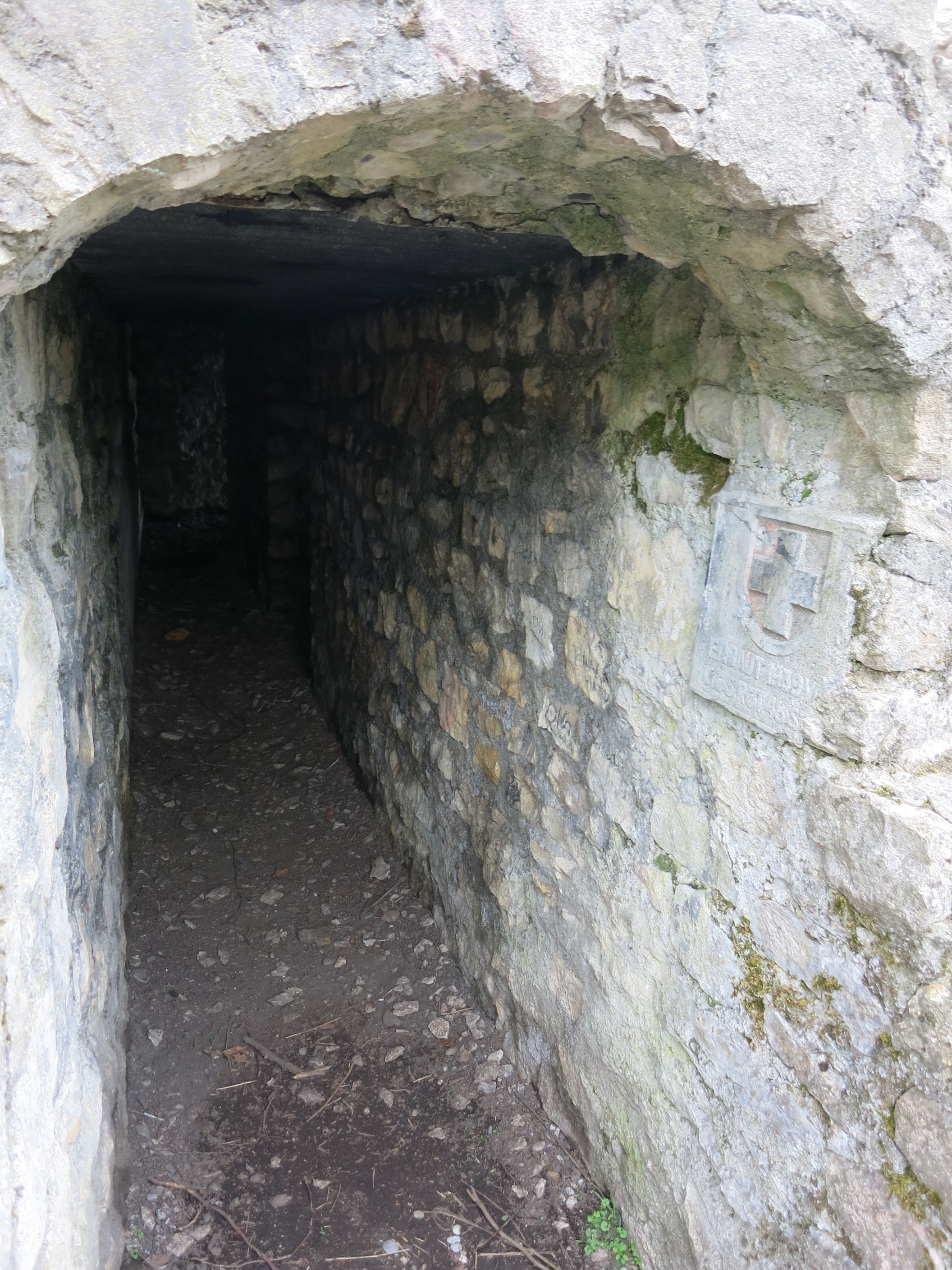
Beobachter A 2812
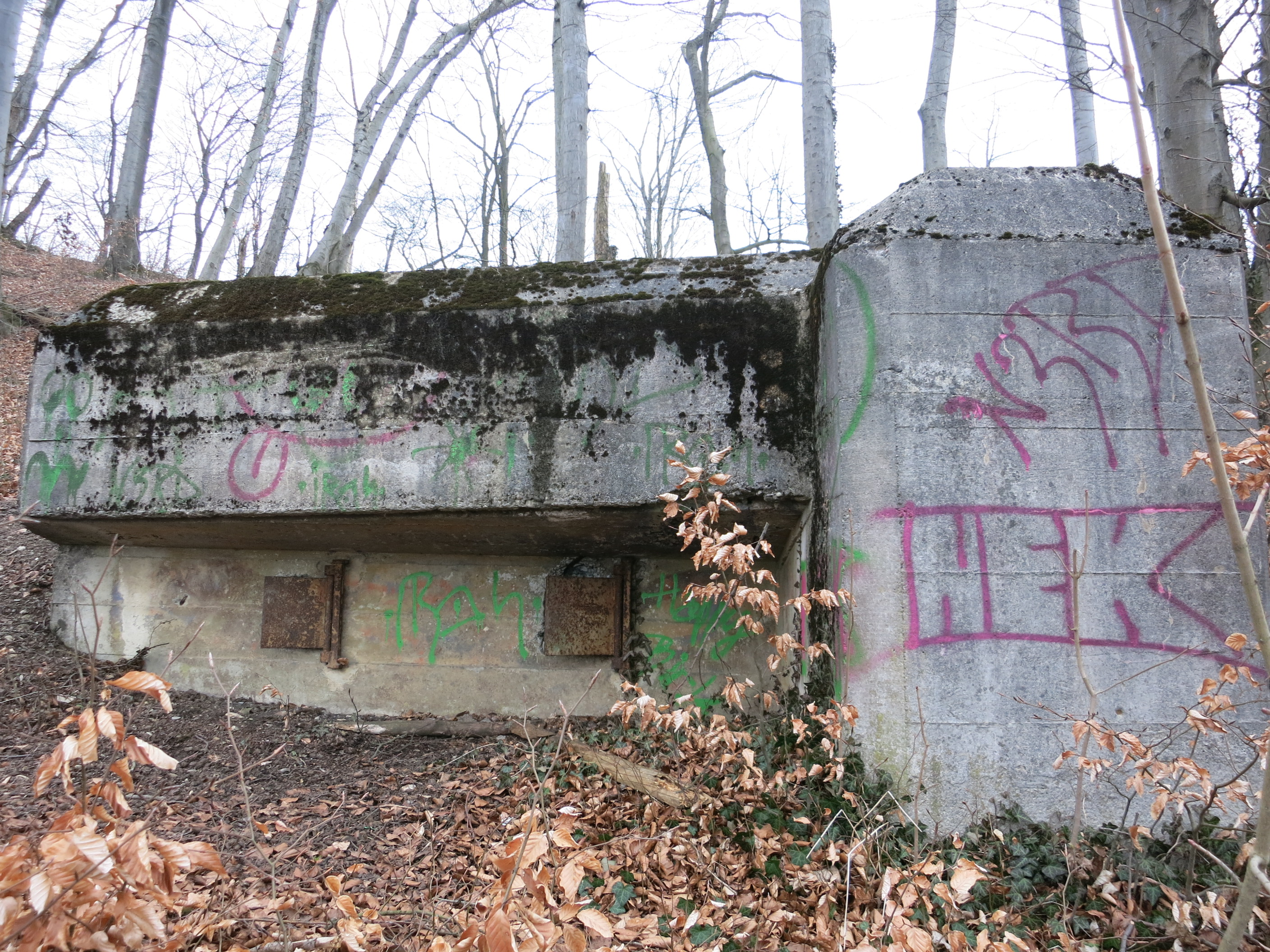
Leicht Maschinengewehrstand A 2814
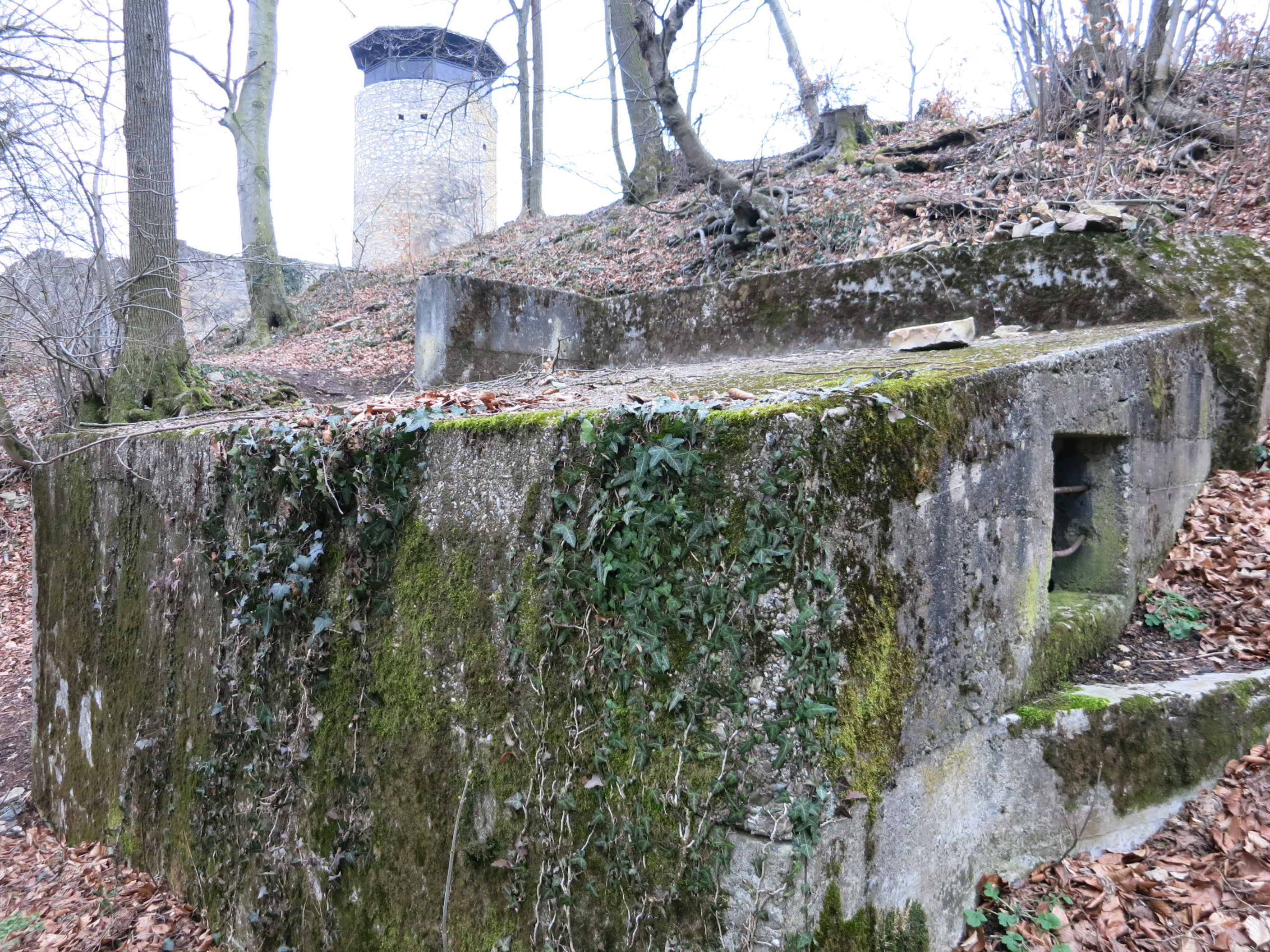
8,1-cm-Minenwerferstellung/Unterstand A 2815